# (672) Astarté
Pour les articles homonymes, voir Astarté (homonymie).
(672) Astarté est un astéroïde de la ceinture principale découvert le 21 septembre 1908 par l'astronome allemand August Kopff.
Sa désignation provisoire était 1908 DY.